# Penisola Oljutorskij
La penisola Oljutorskij (in russo Олюторский полуостров) si trova a nord-est della Kamčatka ed è bagnata dal mare di Bering. È compresa nell'Oljutorskij rajon del Territorio della Kamčatka, nel Circondario federale dell'Estremo Oriente. 
Prende il nome dal popolo indigeno dei coriachi-aljutor (коряки-алюторский), popolo costiero di lingua alutor (o aljutor) che vive sulla costa nord-orientale della Kamčatka tra i villaggi di Tymlat e Oljutorka.

## Geografia
La penisola Oljutorskij chiude a est il golfo Oljutorskij e sporge per 70 km nel mare di Bering. Il punto più meridionale della penisola è capo Oljutorskij. 
Il rilievo della penisola è prevalentemente montuoso con ampie e profonde vallate glaciali, che terminano con lagune o insenature a fiordo. Il punto più alto raggiunge i 933 m. La parte settentrionale della penisola è occupata dalla catena dei monti Oljutorskij che proseguono verso nord-est. I fondali al largo della costa raggiungono i 2 000 metri.
La vegetazione è quella tipica della tundra; vi sono boschetti di pino nano siberiano, ontano, salice e betulla.